# Норткот, Дональд Генри
Дональд Генри Норткот (англ. Donald Henry Northcote; 27 декабря 1921 — 7 января 2004) — биохимик, член Лондонского королевского общества (с 1968). Большую часть своей жизни посвятил фундаментальным исследованиям. Открыл процессы биосинтеза и отложения полисахаридов клеточной стенки растений, а также исследовал синтез материала клеточной стенки в цитоплазматических органеллах.
Все научные публикации Дональда Норткота, написанные им лично или в соавторстве, а также его докторская диссертация доступны для ознакомления в архиве Сидни-Сассекс-колледжа: Sidney Sussex Library Архивная копия от 30 ноября 2020 на Wayback Machine.

## Ранние годы

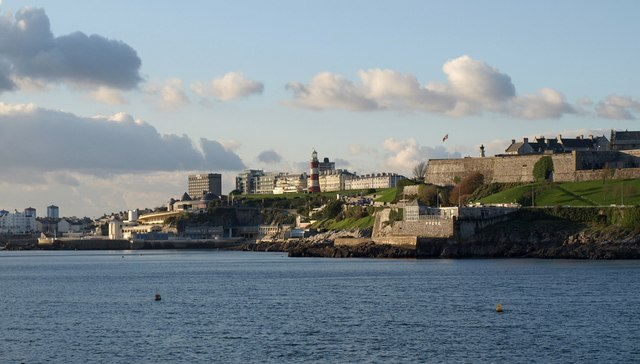
Плимут

Детство Дональда Норткота прошло в Плимуте. Его отец Фред Норткот служил военным врачом на корабле HMS Fox Королевского военно-морского флота Великобритании во время Первой мировой войны. За службу был удостоен медали. Мать Дональда, Флоренс Норткот (урожд. Корбин) скончалась в 1928 году от туберкулёза, после чего Фред Норткот женился на её овдовевшей сестре. Так у Дональда появился старший сводный брат Освальд.

Через некоторое время семья Норткота переехала в Уолтемстоу, Лондон. Здесь Дональд Норткот пошёл в колледж сэра Джорджа Мону, где благодаря школьному учителю Дж. С. Артуру у мальчика появился особый интерес к химии.

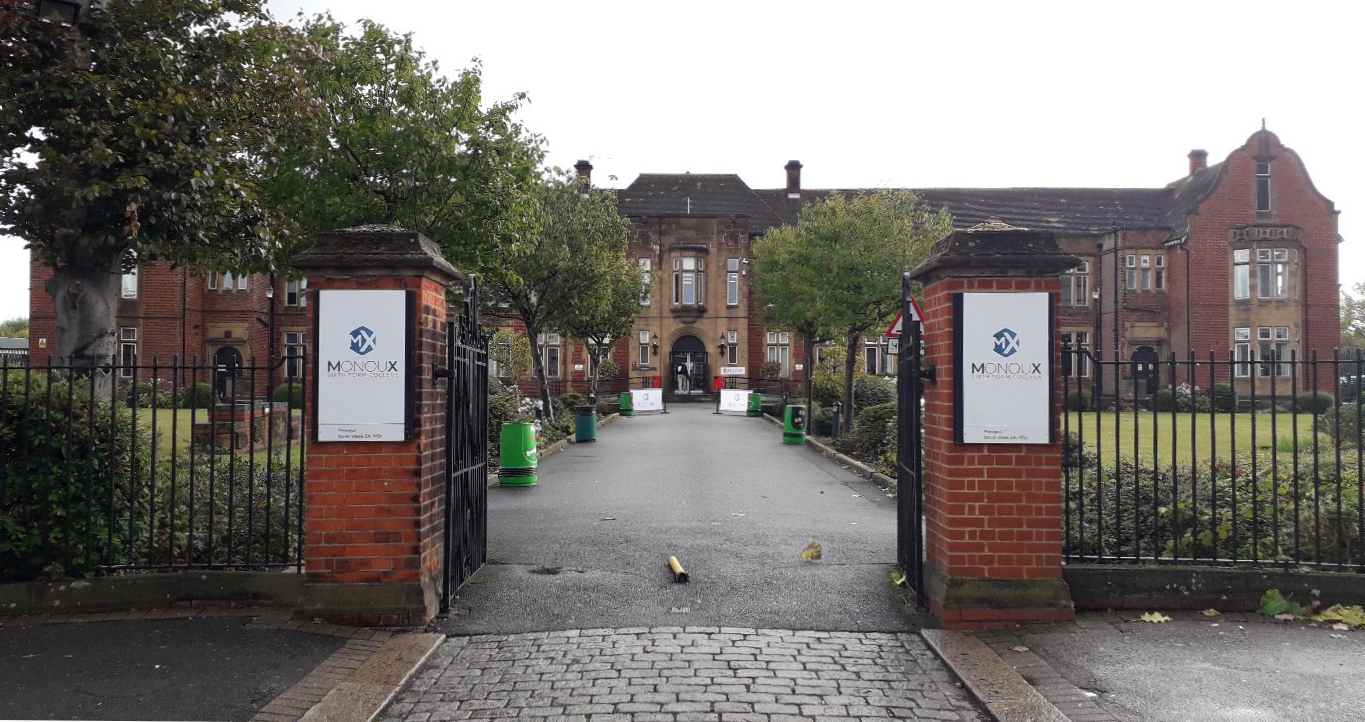
Колледж сэра Джорджа Мону

 Из воспоминаний Ральфа Смита, одного из учеников Дж. С. Артура:

«Он рассказывал нам о взрывчатых веществах, имбирном пиве, ядовитом газе и термите, образец которого даже поджёг в лаборатории. Наверное, каждый год в районе происходило несколько небольших взрывов, когда мальчики после уроков выполняли дополнительное домашнее задание по химии с хлоратом и серой».
Оригинальный текст (англ.)«He taught us about explosives, ginger beer, poison gas and thermite, even igniting a sample of the last in the lab. Probably every year there were numbers of small explosions in the district as boys did voluntary homework with chlorate and sulphur after his most interesting chemistry lessons».

После окончания школы Норткот устроился на работу в компанию Baker Platinum Ltd, где проработал до 1944 года. Сначала Норткот занимал должность химика-аналитика, а после с 1943 года был ответственным за очистку платины.

### Начало научной деятельности

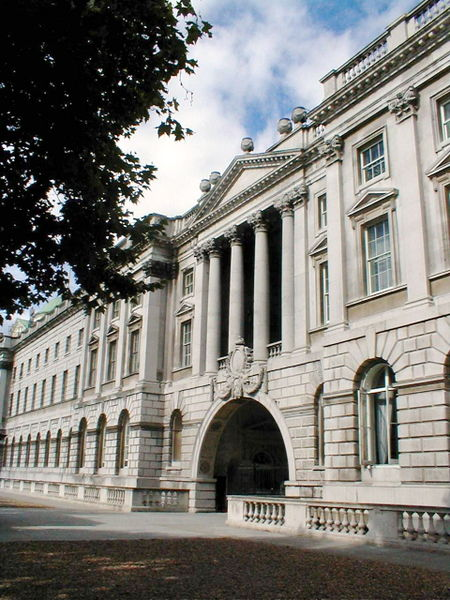
Королевский колледж Лондона

Параллельно работе в Baker Platinum Ltd Норткот начал изучение естественных наук в Университете Лондона и в 1942 году получил степень бакалавра в области ботаники, химии и зоологии. В 1943 году Норткот был удостоен стипендии Королевского института химии. В сентябре 1948 года в Королевском колледже Лондона Норткот защитил докторскую диссертацию по теме «Метаболизм аминокислот с упором на гидроксипроизводные фенилаланина». С октября 1948 года он устроился лаборантом в Кембриджский университет, где с 1953 года читал лекции, а в 1972 году получил звание профессора.

### Гуманитарное образование
Образование Норткота не ограничивалось естественными науками. В 1953 году он получил степень магистра гуманитарных дисциплин в Даунинг-колледже. Некоторые из его стихотворений были включены в антологию под названием «Поэзия из Кембриджа 1947—1950».

## Научная карьера
Норткот начал свои исследования в Кембридже в одной из лабораторий Сидни-Сассекс-колледжа с изучения химии клеточной стенки дрожжей. Коллега Норткота Р. В. Хорн помог молодому учёному получить изображения исследуемых им биологических структур, поскольку работал с одним из первых электронных микроскопов в Англии. Норткотом были подробно изучены строение клеточной стенки растений и процессы, приводящие к её формированию. Следующим важным открытием учёного стало обнаружение с помощью авторадиографии в клеточных стенках платана уникального богатого гидроксипролином белка. Кроме того, Норткотом с коллегами были описаны химия и метаболические пути пектинов клеточной стенки.
В 1995 году Дональд Норткот и Джереми Пикетт-Хипс обнаружили поры между клетками-спутницами флоэмы и ситовидными трубками, а также впервые описали их транспортные функции. Учёными были показаны различия цитокинеза в животных и растительных клетках, в которых из-за наличия клеточной стенки митоз проходит через стадию образования особой пластинки в середине делящейся клетки. Кроме того, для данного процесса учёные показали особую роль микротрубочек, с помощью которых клетка разделяется на две части. Позднее изучение митоза растительных клеток Норткот проводил в сотрудничестве с Дж. Бёрджесом и К. Робертсом.
Результаты этих экспериментов подвигли Дональда Норткота к изучению аппарата Гольджи. Сама органелла была впервые анонсирована в 1898 году Камилло Гольджи после экспериментов по визуализации дихроматом серебра нейронов из мозжечка совы. Это открытие было подтверждено лишь в 1950-е годы с помощью электронной микроскопии. Лаборатория же Норткота установила, что в клетках растений аппарат Гольджи, эндоплазматический ретикулум и микротрубочки сообща участвуют в упорядоченной сборке и транспорте полисахаридов, образующих вторичное утолщение ксилемы. Более того, Норткот с коллегами показал, что формирование клеточной стенки регулируется в соответствии с микроокружением клеток. Изучение аппарата Гольджи в клетках, расположенных на конце корня растения, показало иную локализацию органелл и иную степень их развития в сравнении с клетками ксилемы.
В лаборатории Норткота была определена роль гормона ауксина (индол-3-уксусная кислота) как при заживлении ран растений, так и при их нормальном росте и развитии. Результаты экспериментов указывали на то, что деградация белков в клетке и последующее расщепление триптофана вызывает синтез ауксина. Исследования доказали, что абсолютно все умирающие клетки продуцируют ауксин.
В сотрудничестве с Майком Беваном (FRS 2013) Норткот c 1980 года начал исследование экспрессии генов растений, индуцированной раной. К этому времени Норткот хотел углубиться в изучение регуляции генов, в связи с чем ему был необходим коллега, имеющий опыт в генной инженерии. Экспрессия генов внутри растительных клеток изучалась и в более поздних работах Норткота.
Норткот зачастую поддерживал даже самые нетривиальные идеи своих коллег. Так, заручившись его поддержкой, Дерек Лэмпорт попытался вырастить клетки растений в питательной среде для тканей. В итоге клетки, взятые из срубленного Лэмпортом и Дж. П. Торнбером платана хорошо росли в предложенной питательной среде. Впоследствии эта среда начала использоваться многими студентами в их экспериментах, а вскоре стала применяться и другими лабораториями.
Многие открытия Норткота стали фундаментом для последующего развития биохимии морфогенеза клетки.

## Должность ректора Сидни-Сассекс-колледжа

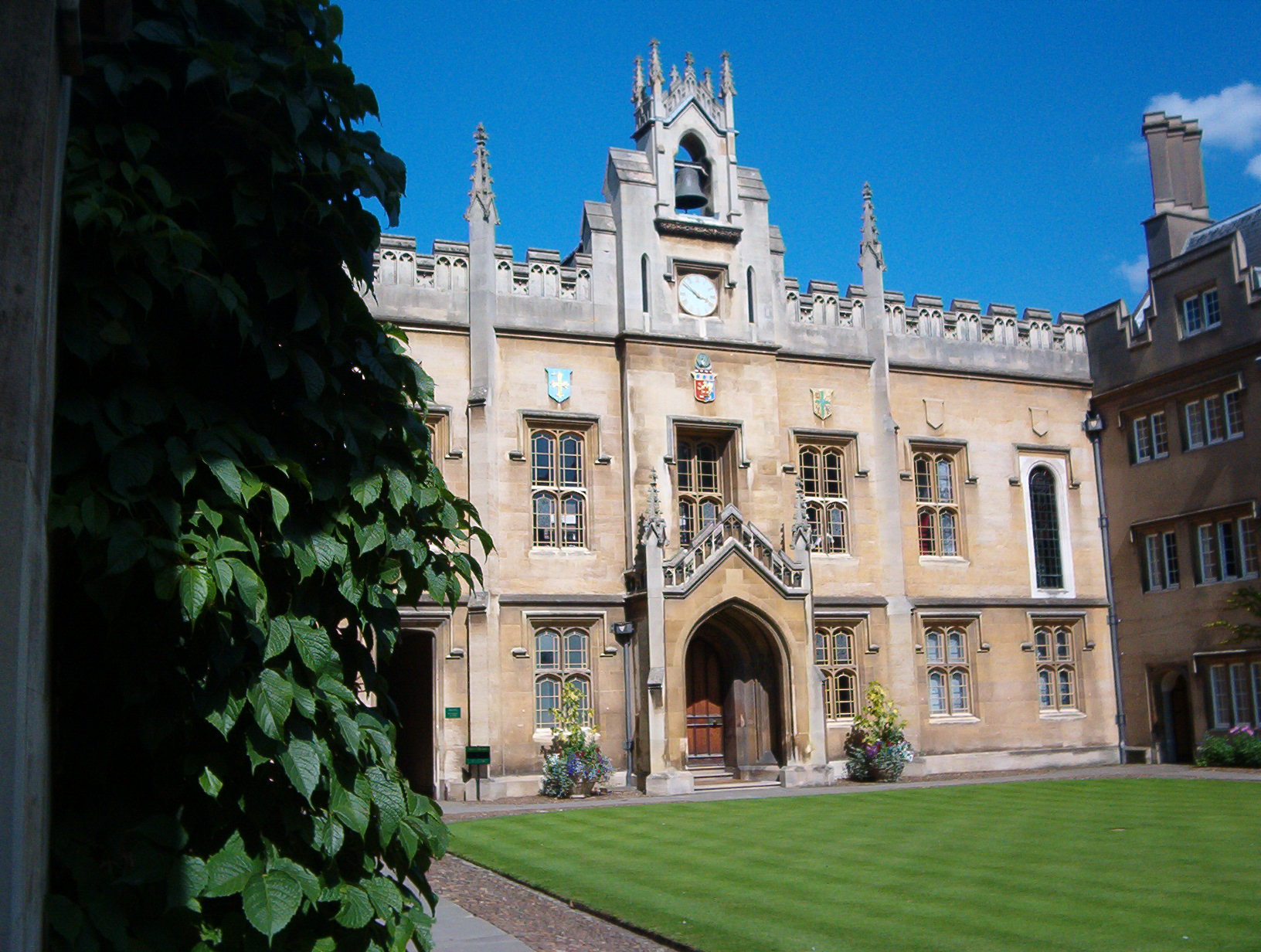
Сидни-Сассекс-колледж

13 марта 1976 г. Норткот был избран на должность двадцать третьего главы Сидни-Сассекс-колледжа. Некоторые коллеги учёного были уверены, что, заняв руководящую должность, учёный оставит свои исследования. Однако впоследствии за 16 лет пребывания на этом посту Норткот и его коллеги опубликовали не менее 90 статей.
Время, когда Норткот руководил колледжем, было примечательно тем, что впервые ряды студентов стали пополняться представительницами женского пола. Это решение было принято в январе 1974 г., после чего вскоре в колледже появилась первая студентка. С этого момента число студенток, обучающихся в стенах Сидни-Сассекс, стало неукоснительно расти. Более того, с приходом Норткота на должность ректора значительно вырос средний результат Трайпос выпускников колледжа. Также по инициативе Норткота было построено общежитие Кромвел-Корт, которое обеспечило проживания 46 студентов в двухместных комнатах. В июне 1976 года Дональд и его жена Марджори положили начало традиции приглашать выпускающихся студентов и их родителей на обед. Эта традиция сохранилась в Сидни-Сассекс и по сей день. В 1978 году Норткот руководил пересмотром устава колледжа, а позже в 1981 году внёс туда поправки. Оба документа были переданы в Канцелярию Её Величества и после их утверждения были подписаны Норткотом от имени колледжа (HMSO 1978, 1981).
Главным приоритетом Дональда Норткота были забота о всеобщем благополучии в стенах Сидни-Сассекс и защита репутации колледжа. По воспоминаниям коллег, Норткот всегда был удивительно спокойным, даже когда приходилось решать крайне сложные вопросы. Его преданность колледжу была в том числе отражена во вступительной речи, произнесённой в 1988 году в Китайском университете Гонконга:

«Я искренне верю в свой колледж и его систему образования. Это и есть мое основание для того, чтобы говорить о представляемых мною Сидни-Сассекс-колледже и Кембриджском университете.»
Оригинальный текст (англ.)«I have great faith in my own college and the system of education of which it is part and that is my excuse for talking about Sidney Sussex College and Cambridge University that I represent».

## Признание и память
В 1971 году Норткот был удостоен премии Навартиса в знак признания его вклада в развитие биохимии. Учёный часто входил в состав редакционных коллегий и становился приглашенным лектором как внутри страны, так и за рубежом. Норткот охотно принимал предложения написать обзорные статьи с целью популяризации науки.
Также в память об учёном на одной из дубовых панелей на стене часовни Сидни-Сассекс-колледжа выгравирована надпись:
In memory of Professor Donald Henry Northcote FRS, 1921–2004, Master 1976–1992. An inspiring teacher, a perceptive scientist and a much loved man. He served the College with dignity and care.

## Семья
В марте 1954 года Норткот женился на Еве Марджори Мэйо. В 1955 году у пары родилась старшая дочь Джейн, а в 1958 году на свет появилась младшая дочь Мэри.
Позже семья Норткота переехала в деревню Беруэлл, Кембриджшир. Семья основала ежеквартально издававшийся журнал The Burwell, подписка на который была бесплатной. Печать осуществлялась на пожертвования от издательства Northcote Press в Кембридже. После выхода на пенсию Норткот с женой отправился в экспедиции, в рамках которых они посетили Южную Америку, Ближний Восток и Китай.
Норткот был предан своей семье. Его дочери Джейн и Мэри рассказывали про субботние визиты в лабораторию отца, где Норткот показывал им образцы клеток под микроскопом или фотографии, сделанные с помощью электронного микроскопа. Джейн также вспоминала коллекцию немецких учебников по химии отца и то, как в свободное время Дональд любил слушать классический джаз и читать книги по военной истории.

## Личные качества
Успешной научной карьере Дональда Норткота способствовали его умение умозрительно вникать в биохимические процессы, владение большим количеством физико-химических методов исследования и способность грамотно подбирать условия эксперимента. Читаемые Норткотом в Кембридже и Королевском колледже лекции привлекли немалое количество способных студентов в его лабораторию. Под руководством Норткота в разное время работало 83 аспиранта и несколько докторов. Многие из них впоследствии стали ведущими клеточными биологами и биохимиками.
Норткот прививал своим ученикам здравый скептицизм и требовал от них перепроверки всех результатов и внимательного отношения к делаемым выводам. Он не уставал повторять, что биохимия происходит не в пробирках, а внутри живых клеток, где все процессы тонко взаимосвязаны.

### Воспоминания коллег
Дональд Норткот вдохновлял и воодушевлял своихстудентов и коллег. По мнению Питера Вудинга,Дональд всегда был внимательным и очень терпеливым, он всегда охотно приходил на помощь своим коллегам. Джон Кусел также отмечал, что Норткот всегда мог посоветовать наиболее эффективную стратегию эксперимента. Студент Норткота Руперт Шелдрейк был благодарен научному руководителю за предложенную им тему научной работы, а именно исследование болезни корончатых галлов, вызванной грамотрицательной бактерией Agrobacterium tumefaciens. Впоследствии работа оказалась чрезвычайно интересной, и студентом были получены значимые результаты.
Особенно забота Норткота о своих студентах и его неравнодушие проявились в 1965 году после внезапной смерти Боба Джеффса. После этого печального события Норткоут добился получения Джеффсом посмертной докторской степени, а также публикации некоторых его результатов.